# Formpipe Software
Formpipe Software AB NASDAQ OMX: FPIP er en softwarevirksomhed inden for Enterprise Content Management (ECM). Virksomheden udvikler ECM-produkter til at strukturere information og leverer dem til store virksomheder, myndigheder og organisationer. 
Formpipe Software blev grundlagt i 2004 og har kontorer i Stockholm, Uppsala og Linköping i Sverige, og i København i Danmark. Formpipe Software er noteret på NASDAQ OMX Small Cap.
Selskabet omsatte i regnskabsåret 2011 for 112,5 mio. SEK og opnåede et overskud på 14,7 mio. SEK. Der var i 2014 gennemsnitligt ansat 260 medarbejdere i selskabet.

## Eksterne links
- Hjemmeside Arkiveret 15. januar 2013 hos  Wayback Machine

| Firma | Spire Denne artikel om et firma eller en virksomhed i Sverige er en spire som bør udbygges. Du er velkommen til at hjælpe Wikipedia ved at udvide den. |